# Burhan Özbilici
Burhan Özbilici, né à Erzurum (Turquie)[Quand ?], est un photojournaliste turc.

## Biographie
Fils d'un intellectuel et héros de la guerre d'indépendance turque, Burhan Özbilici étudie le français dans un institut à Ankara, puis, en France, la littérature française et le journalisme spécialisé dans les nouveaux médias. Il rejoint l'agence Associated Press (AP) en tant que photographe en 1989, et intègre le « staff » en 1996. Il a notamment couvert la guerre du Golfe, la guerre civile syrienne et la tentative de coup d'État de 2016 en Turquie.
Le 13 février 2017, Burhan Özbilici reçoit le prix World Press Photo of the Year à Amsterdam pour son cliché intitulé « Un assassinat en Turquie » et qui illustre l'assassinat d'Andreï Karlov, l'ambassadeur russe en Turquie tué le 19 décembre 2016 par le policier Mevlüt Mert Altıntaş. Le jury a salué le courage du photographe en montrant ainsi la « haine de notre époque ».